# Alcyonidium columbianum
Alcyonidium columbianum is een mosdiertjessoort uit de familie van de Alcyonidiidae. De wetenschappelijke naam van de soort is voor het eerst geldig gepubliceerd in 1926 door C. H. O'Donoghue & E. O'Donoghue.